# Detritus

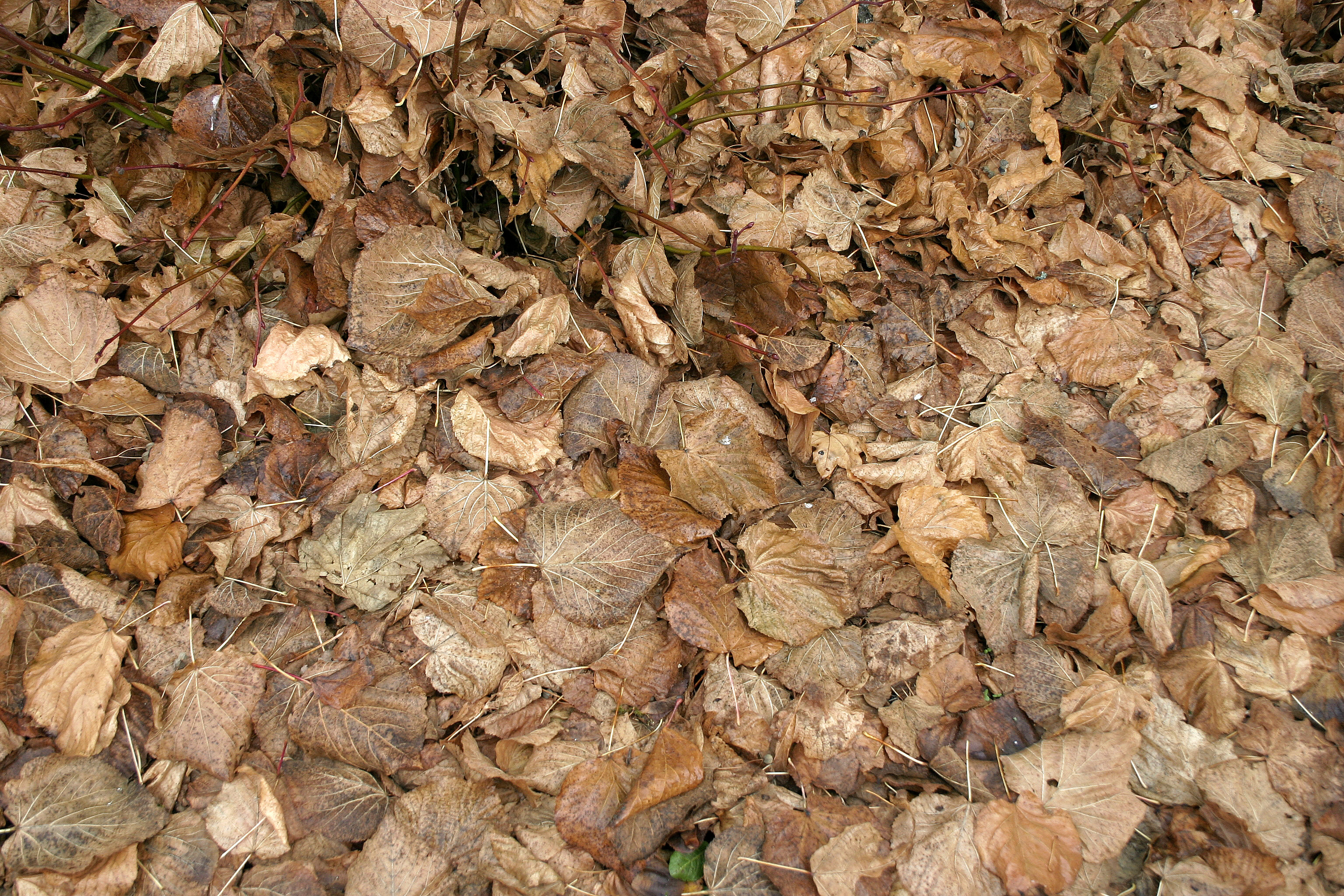
Fallna löv bryts ned till detritus

Detritus är en term inom biologi på dött organiskt material från växter och djur som börjat förmultningsprocessen. 
Viktiga detritusbildare är mikroskopiska organismer såsom bakterier, mikrosvampar och amöbor.